# TorrentFreak
TorrentFreak es un blog dedicado a comunicar las últimas noticias del protocolo BitTorrent y de intercambio de archivos. TorrentFreak se inició en noviembre de 2005 por un holandés usando el seudónimo de "Ernesto Van Der Sar". Añadió a "Smaran" a sus administradores en septiembre de 2006, como también a Andy "Enigmax" Maxwell en febrero de 2007 y a Ben Jones en mayo de 2007.
De acuerdo con el investigador académico canadiense Michael Geist, TorrentFreak "es ampliamente usado como una fuente original en asuntos digitales". Ejemplos de ello son The New York Times, The Guardian, CNN, The Wall Street Journal y De Standaard.
El contenido proporcionado en TorrentFreak es contenido libre, bajo la licencia Creative Commons Attribution.

## Regulación de BitTorrent por parte de Comcast
El 17 de agosto de 2007 TorrentFreak transmitió que Comcast había comenzado a regular su ancho de banda, específicamente en contra de los usuarios de BitTorrent. Esto hizo que el seeding, una parte esencial del protocolo BitTorrent, fuera eficazmente imposible. Luego se determinó que Comcast estaba usando los productos Sandvine que implementan Conformado de tráfico y vigilancia, e incluía soporte para ambos, bloqueando y cortando por la fuerza conexiones de red establecidas. Comcast ha negado estas acusaciones cuando se le ha preguntado que comenten. Una guía, para representantes de servicio al cliente cuando se les pregunta acerca de la regulación de BitTorrent, fue filtrada a The Consumerist el 26 de octubre de 2007.